# Protestas en la Universidad de Minjiang de 2018
Las protestas en la Universidad de Minjiang de 2018 fueron una serie de manifestaciones de estudiantes y vendedores de comida locales de la Universidad de Minjiang que protestaron por la prohibición de comida rápida en el campus.

## Antecedentes
Con el auge de las plataformas de pedidos en línea, muchos estudiantes universitarios de Minjiang recurrieron a opciones de comida rápida para evitar problemas de seguridad alimentaria en curso relacionados con la universidad que menudo se llenan sus comedores. Las pérdidas comerciales posteriores llevaron a que los establecimientos de comidas tradicionales presentaran objeciones.
Alrededor de este tiempo, varias universidades, incluidas la Universidad de Ciencia y Tecnología de Beijing (USTB), Instituto de Tecnología de Beijing (BIT) y la Universidad de Idiomas Extranjeros de Guangxi, implementaron regulaciones para prohibir o restringir las entregas de los proveedores de comida rápida. La Universidad de Minjiang planeó hacer lo mismo.
A principios de noviembre de 2018, circularon rumores que decían que la universidad prohibiría la comida rápida. Luego, el 11 de noviembre, la Universidad de Minjiang emitió un nuevo reglamento que prohíbe la entrada al campus de comida rápida. Así se confirmó en la mañana mediante la publicación de las "instrucciones sobre la obra especial de renovación del campus" en el blog oficial de la Oficina de Trabajo Estudiantil. La nueva regulación prohibió el consumo de comida rápida en el campus y amenazó con tomar medidas disciplinarias contra los estudiantes sorprendidos con comida rápida en el campus.

## Eventos
Al mediodía del 12 de noviembre, el comedor de la universidad vio una multitud anormalmente grande, con el segundo comedor lleno hasta casi su capacidad. Los estudiantes, que no pudieron conseguir asientos, se vieron obligados a hacer cola en la puerta. Al darse cuenta de la situación, varios vendedores de comida rápida cercanos aparecieron en la entrada de la Segunda Cantina y comenzaron a ofrecer almuerzos gratis. También pidieron a los estudiantes que boicotearan la nueva prohibición de comida rápida. En respuesta, la universidad envió personal para hacer cumplir la orden pidiendo a los proveedores que abandonaran las instalaciones. Cuando los vendedores se negaron a irse, la universidad remitió el asunto a la policía, que llegó para sacar a los vendedores.
Más tarde ese día, los estudiantes publicaron una crítica en línea contra el Sr. He Daiqin (el secretario del partido para la Universidad de Minjiang), acusándolo de instigar con la prohibición de la comida rápida. Pidieron la dimisión del Sr. He y exigieron que las autoridades lo investigaran.
Algunos dormitorios estaban alborotados, con muchos estudiantes gritando desde los edificios en protesta por la prohibición de la universidad de llevar comida rápida.

## Consecuencias
El 12 de noviembre, la universidad respondió a la situación permitiendo que los vendedores establecieran áreas de comida rápida fuera de las puertas de la escuela.
En la tarde del 13 de noviembre, los funcionarios de la universidad rechazaron los cargos de los estudiantes contra el Sr. He Daiqin y se negaron a investigar estas acusaciones. Posteriormente, la universidad relajó la prohibición de la comida rápida en el campus, lo que calmó las protestas y permitió a los vendedores de comida rápida entregar comida en el campus.
En la noche del 14 de noviembre, la policía de Fuzhou informó que cuatro vendedores de comida rápida que habían distribuido almuerzos gratis en la entrada de la Segunda Cantina de la Universidad de Minjiang fueron puestos en detención administrativa por alterar gravemente el orden normal de la universidad.
El 15 de noviembre, la universidad continuó permitiendo que la comida rápida ingresara a partes del campus y tuiteó que facilitaría aún más las comidas de los estudiantes, pero desestimó la acusación de que "He Daiqin, el líder de la universidad, poseía acciones en la cantina" como un rumor de Internet.
A los vendedores se les permitió instalarse en el área de dormitorios y hacer arreglos para vender y entregar alimentos. Más tarde, reconocieron oficialmente las áreas de comida para llevar en los Distritos 3 y 4. Este reconocimiento oficial se extendió a los Distritos 1 y 2 en la mañana del 16 de noviembre. Al mediodía del 13 de noviembre, la Universidad de Minjiang, a pedido de los funcionarios de la Universidad de Minjiang en Sina Weibo, eliminó oficialmente algunos temas sobre la prohibición de comida rápida y eliminó algunos microblogs que atacaban a la universidad y su liderazgo. Esto se hizo para limitar el daño potencial a la imagen de la universidad.

## Atención mediática
Al mediodía del 12 de noviembre, después de que la policía retirara los puestos de comida rápida cercanos, muchos testigos subieron fotos y videos de la escena a Internet. Se quejaron de la universidad y la compararon con una "prisión". Las noticias sobre la prohibición de la comida para llevar de la Universidad de Minjiang fueron una tendencia en la lista de búsqueda en Sina Weibo.
Otros informes de Sina, Pear Video, Diario del Pueblo, CNR y otros medios también cubrieron el papel de la comida para llevar en las universidades. Los canales de televisión CCTV-2 y CCTV-12 publicaron historias sobre "La Universidad de Minjiang ha prohibido la comida rápida y los comerciantes han ofrecido almuerzos gratis".
Después del incidente de la prohibición de comida rápida, el personal de la universidad entrevistado por los medios ofreció una aclaración sobre la prohibición. Afirmaron que la objeción de la universidad no era al pedido de comida rápida, sino a la afluencia de vehículos de entrega para llevar que provocaba un tráfico excesivo en el campus. Indicaron que los estudiantes que ordenen comida rápida deben cumplir con sus entregas en las áreas designadas en las puertas de la escuela.
- Datos: Q58821404

1. 1 2 3  «福州闽江学院"禁止外卖" 商家发"免费午餐"抗议» (en chinese). 12 de noviembre de 2018. Consultado el 22 de noviembre de 2018.
2. ↑  «高校禁外卖车进校 商家入校送学生"免费餐"被拘» (en chinese). 14 de noviembre de 2018. Consultado el 22 de noviembre de 2018.
3. ↑  «被外卖包围的你，请醒醒！！！». 闽江学院微信公众号 (en chinese). Consultado el 22 de noviembre de 2018.
4. ↑  «限制学生叫外卖，学校图的究竟是什么». 腾讯. Consultado el 22 de noviembre de 2018.
5. 1 2  «领导拥有食堂股份？ 校方：不实，招标公开透明». 13 de noviembre de 2018. Consultado el 22 de noviembre de 2018.
6. ↑  «高校禁止外卖入校引众怒 学生夜里喊楼"要外卖"». 13 de noviembre de 2018. Consultado el 22 de noviembre de 2018.
7. ↑  «高校禁外卖风波：4商家入校"送学生免费餐"被拘 （Page.2）» (en chinese). 15 de noviembre de 2018. Consultado el 22 de noviembre de 2018.
8. ↑  «闽江学院禁外卖车进校"商家入校送学生免费餐"：4商家被拘» (en chinese). 14 de noviembre de 2018. Consultado el 22 de noviembre de 2018.
9. ↑  «闽江学院禁止外卖入校，学生：仿佛上了监狱大学！». 观察者网 (en chinese). Consultado el 22 de noviembre de 2018.
10. ↑  «《热线12》 20181114». CCTV. Consultado el 22 de noviembre de 2018.
11. ↑  «闽江学院"禁外卖"风波 校方：只是提倡并未禁止» (en chinese). 14 de noviembre de 2018. Consultado el 22 de noviembre de 2018.